# Browningia altissima
Browningia altissima ist eine Pflanzenart aus der Gattung Browningia in der Familie der Kakteengewächse (Cactaceae). Das Artepitheton altissima leitet sich vom Komparativ des lateinischen Wortes altus für ‚hoch‘ ab und verweist auf die hohen Triebe.

## Beschreibung
Browningia altissima wächst baumförmig, bildet einen gut entwickelten Stamm aus und erreicht Wuchshöhen von 5 bis 10 Meter. Die parallel aufsteigenden Triebe sind zylindrisch. Es sind sieben bis acht Rippen vorhanden. Der meist einzelne Mitteldorn ist abwärts gerichtet und 2 bis 6 Zentimeter lang. Die fünf bis sechs Randdornen weisen eine Länge von 5 bis 10 Millimeter auf.
Die grünlich weißen Blüten werden 5 bis 6 Zentimeter lang. Sie sind mit gedrängten, breiten Schuppen besetzt. Die grünen, saftigen Früchte sind länglich.

## Verbreitung, Systematik und Gefährdung
Browningia altissima ist in den peruanischen Regionen Amazonas und Cajamarca in heißen Niederungen des Río Marañón verbreitet.
Die Erstbeschreibung als Gymnanthocereus altissimus erfolgte 1959 durch Friedrich Ritter. Franz Buxbaum stellte sie 1965 in die Gattung Browningia. Ein nomenklatorisches Synonym ist Gymnocereus altissimus (F.Ritter) Backeb. (1962).
In der Roten Liste gefährdeter Arten der IUCN wird die Art als „Vulnerable (VU)“, d. h. als gefährdet geführt.

## Nachweise